# Ashuin

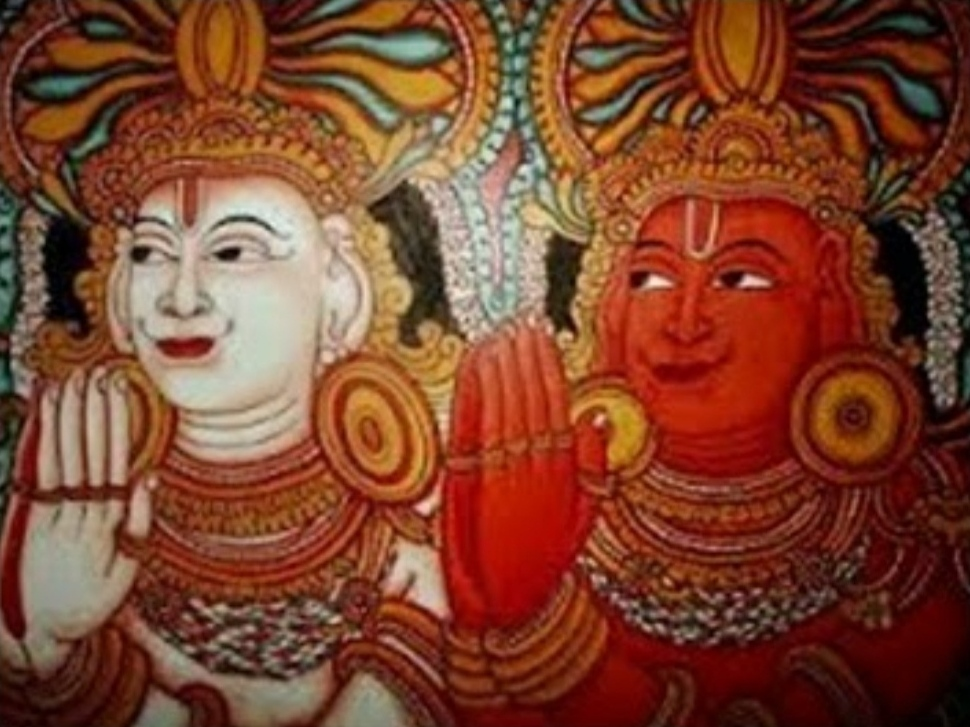
Los Ashuin son dioses jinetes gemelos.

En el Rig-veda (el texto más antiguo de la India, de mediados del II milenio a. C.), los Ashuin son dioses jinetes gemelos, hijos del dios del sol Suria (en su forma como Vivasuat) y de Sharaniá (una diosa secundaria de las nubes).
Son dioses védicos que simbolizan el brillo del amanecer y el atardecer.
En el hinduismo tardío se convirtieron en médicos de los dioses y los devas de la medicina áiurveda.

## Nombre
- aśvin, en el sistema AITS (alfabeto internacional para la transliteración del sánscrito).
- अश्विन, en escritura devanagari del sánscrito.
- Pronunciación: /ashuín/.[1]
- Etimología: ‘que posee caballos’ o ‘que consiste de caballos’ (en el Rig-veda)[1]
  - ashú (‘el rápido’) es el nombre genérico del ‘caballo’ (en el Rig-veda)[1]
  - Ashuínaa (en caso plural) o Ashuináu (en caso dual): ‘los dos aurigas’, nombre de dos divinidades que aparecen en el cielo antes del crepúsculo en una carroza de oro, trayendo tesoros a los seres humanos e impidiendo las enfermedades y el infortunio; en el Rig-veda.
  - Ashuín: que posee caballos, que consiste en caballos; según el Rig-veda.
  - Ashuiní: jinete, domador de caballos; según el Rig-veda.
  - Ashuín: ‘montado sobre un caballo’; según el Márkandeia-purana.
  - Ashuíni Putrau (en caso dual), los dos hijos de Aświnī.
  - Ashuíni Sutau (en caso dual), los dos hijos de Aświnī.
  - Ashuín (ashui-sutau) los dos hijos de los Aświns, o sea Nakula y Sajádeva; según el Majábharata 5, 1816.
  - Ashuín: nombre del nakshatra presidido por los dos Ashuín; según el Brijat samjitá de Varaja Mijira.
  - Aświnī: nombre de la esposa de los dos aświn (quien más tarde fue considerada la madre de ambos); según el Rig-veda 5, 46, 8.
  - Aświnī Kumāra: el hijo de Aświnī (de quien se dice que el padre del primer médico); según el Brahma-purana, 1.
    - Los hare krishna conocen a los gemelos Asuín como Ashvini Kumaras.

### En el «Rig-veda»
En el Rig-veda se les llama Náshatia (en caso dual, Nāshatiau) ‘amables, útiles, amistosos’.
Más tarde, Náshatia fue el nombre de uno solo de los gemelos, mientras el otro se llamó Dasrá (‘que realiza hazañas asombrosas’, ‘que brinda una maravillosa ayuda’).
A veces se les conoce como Dasrau (que significa ‘los dos Dasrás’).
Los Ashuin se mencionan 376 veces en el Rig-veda.
En este libro, 57 himnos están dedicados específicamente a ellos:
- 1.3
- 1.22
- 1.34
- 1.46-47
- 1.112
- 1.116-120 (c. f. Vishpala)
- 1.157-158
- 1.180-184
- 2.20
- 3.58
- 4.43-45
- 5.73-78
- 6.62-63
- 7.67-74
- 8.5
- 8.8-10
- 8.22
- 8.26
- 8.35
- 8.57
- 8.73
- 8.85-87
- 10.24
- 10.39-41
- 10.143.

## Etimología popular
La etimología popular hizo que el nombre Nāsatia se analizara imaginativamente como na-asatia: ‘no mentira’ (siendo na: partícula negativa, a: partícula negativa, y satya: ‘verdad’), o sea ‘no no-verdad’, o ‘no mentira’, o ‘verdad’. El erudito británico Monier Monier-Williams (1819-1899) dice con respecto a esto: «Las derivaciones desde na-asatia, desde nāsā-tia o desde nā-satia son muy improbables».

## En el «Majábharata»
En la obra épica Majábharata (siglo III a. C.), la segunda esposa del rey Pandú, Madri, fue obligada por este ―quien había sido maldecido a no poder tener relaciones sexuales― entonces ella tuvo relaciones sexuales con ambos dioses Ashuins y así tuvo a los gemelos Nakula y Sahádeva, quienes, junto con los tres hijos de Kunti fueron famosos como los hermanos Pándavas (‘hijos del rey Pandú’).

## Numerología
Cada Ashuin tiene asignado un número 7, y los dos son representantes del número 14.[cita requerida]
Según el Suria-siddhanta los dos ashuin representan el número 2.

## En la astrología
Ashuini es el nombre de un asterismo en la astrología hinduista, que más tarde se identificó con la madre de los Ashuins.
Este asterismo forma el primero de los 27 asterismos que forman el zodíaco hinduista.
Esta estrella se identifica con Hamal (Alpha Arietis), la estrella más brillante de la constelación de Aries.

## En el diccionario Espasa
En el diccionario Espasa (publicado antes de 1929) a los Ashuins se les llama Abhija o Abhidja [?], y se los define así:

«En la mitología india, el nombre de dos hermanos gemelos, médicos celestiales, hijos del dios Surga [sic, por Suria], que simbolizan los crepúsculos matutino y vespertino.
Probablemente sean los prototipos de Cástor y Pólux, de la mitología griega».